# Jules Henri François Charles-Roux
Jules Henri François Charles-Roux (* 4. Oktober 1909 in Sorgues; † 19. April 1999) war ein französischer Diplomat.

## Leben
Jules Henri François Charles-Roux war der Sohn von Madeleine Yvaren und Charles Wulfran Marie Louis Charles-Roux. Er heiratete am 22. Juni 1936 in Marseille Fanny Zarifi. Er trat 1938 in den auswärtigen Dienst. Von 30. Juni 1938 bis Oktober 1941 war er Attaché in New York City. Im Oktober 1941 wurde sein Rücktrittsantrag vom Vichy-Regime angenommen. 1942 war er im Commissariat National aux Affaires étrangères in London Botschaftssekretär zweiter Klasse. Von 1943 bis 1948 war er in Washington D.C. Botschaftsrat zweiter Klasse. Von 1948 bis 1952 wurde er am Quai d’Orsay beschäftigt. Von 1952 bis 1955 war er Generalkonsul in Boston.
Marokko wurde am 2. März 1956 von Frankreich und am 7. April 1956 von Spanien unabhängig. Von 1956 bis 1961 war Jules Henri François Charles-Roux Konsul in Rabat. Von 1961 bis 1964 wurde er am Quai d’Orsay beschäftigt. Von 21. Mai 1964 bis 7. März 1969 war er außerordentlicher und bevollmächtigter Botschafter in Damaskus. Vom 7. März 1969 bis 4. Juli 1972 war er außerordentlicher und bevollmächtigter Botschafter in Teheran. 1972 wurde er in den Ruhestand versetzt.